# Meloe rufiventris
Meloe rufiventris là một loài bọ cánh cứng trong họ Meloidae. Loài này được Germar miêu tả khoa học năm 1832.